# Eugen Frunză
Eugen Frunză (n. 3 septembrie 1917, Mährisch Schönberg, Austria (azi Cehia) — d. 31 mai 2002) a fost un poet român, reprezentant al realismului socialist în literatură. Versurile imnului național al Republicii Populare Române între 1953 și 1977, „Te slăvim, Românie!”, au fost scrise de Eugen Frunză și Dan Deșliu.

## Biografia
Eugen Frunză s-a născut la 21 august 1917 în localitatea austriacă Mährisch-Schönberg, azi orașul Šumperk din Cehia, unde familia sa refugiase în timpul razboiului. A copilărit în zona Cernăuțiului, unde tatăl său a fost învățător. În 1926 a absolvit Liceul „Aron Pumnul" din Cernăuți, apoi a urmat cursurile Facultății de Drept din aceeași localitate. După 3 ani le va abandona în favoarea Facultătii de Litere, dar va fi nevoit să le întrerupă la începerea celui de-al doilea război mondial.
Participă la campania militară pe frontul estic, iar după terminarea războiului se implică activ în politica de instaurare a comunismului în România, începându-și cariera de ziarist ca redactor-șef al publicației Lupta poporului din Suceava, ulterior transferându-se la București unde devine unul dintre cei mai înverșunați propagandiști din presă, ocupând funcțiile de redactor-șef de secție la Scânteia (1947-1950), redactor-șef adjunct la Flacăra și la Contemporanul (1950-1953), redactor la Scânteia (1953-1955), redactor-șef la Flacăra (1957-1960). A fost secretarul Uniunii Scriitorilor între 1953-1955 fiind și director al Editurii Tineretului (1960-1963). După 1964 a fost îndepărtat din orice funcție.
Fiind un bun cunoscator al limbii germane, a tradus din literatura germană pentru copii.

## Distincții
- Medalia „A cincea aniversare a Republicii Populare Române” (24 decembrie 1952) „pentru lupta și munca duse în vederea făuririi, consolidării și prosperării Republicii Populare Române”[1]
- Ordinul Muncii clasa a II-a (13 octombrie 1953) pentru contribuția sa la „munca de pregătire și desfășurare a celui de-al IV-lea Festival Mondial al Tineretului și Studenților pentru Pace și Prietenie⁠(d)”[2]
- Ordinul „Steaua Republicii Populare Romîne” clasa a IV-a (12 august 1959) „pentru activitate rodnică în dezvoltarea științei și culturii din Republica Populară Romînă”[3]
- Medalia „40 de ani de la înființarea Partidului Comunist din Romînia” (6 mai 1961) „pentru activitate îndelungată în mișcarea muncitorească și merite în opera de construire a socialismului”[4]

## Opera

### Poezie
- Acolo pașii mei vor arde (1977)
- Călător în prag (1988)
- Cântece albe (1967)
- Cântece de veghe (1959)
- Chipul fără noapte (1965)
- Cred în lumina voastră (1976)
- Fîntîna soarelui (1962)
- Numele tău (1974)
- Oameni și câști (1959)
- Act de acuzare (1955)

### Literatură pentru copii
- Ce e tata?, Ion Creangă, București, 1974.
- Șoim Șoimuleț, Ion Creangă, București, 1982.
- Vin șoimii vin, Ion Creangă, București, 1985.

### În alte limbi
- Édesapám mestersége? (Ce e tata), traducere în limba maghiară de Szilágyi Domokos, Ifjúsági Könyvkiadó, Bukarest, 1965.[5]

### Traduceri
- K. May, Winnetou, roman. Bucuresti, 1967;
- L. Bechstein, Caciula piticului, Bucuresti, 1969;
- K. May, Testamentul incasului, Bucuresti. 1971;
- H. Beseler, Râpa huhurezului, roman. Bucuresti, 1970;
- Rubezahl. Duhul muntilor. Bucuresti, 1970;
- J. von Eichendorff, Poezii, Bucuresti, 1972;
- Fr. Wolf, Basme pentru copii mari si mici, pret", de ~, Bucuresti, 1973;
- Zina Ondti. Basme clasice germane, cuvint inainte de ~, Bucuresti, 1973;
- G. Keller, Poezii, cuvint inainte de ~, Bucuresti, 1975;
- B. Pludra, Liitt Matten si scoica alba. Poveste, Bucuresti. 1977;
- Th. Storm, Poezii, cuvint inainte de ~, Bucuresti, 1979;
- B. Pludra -Renate Totzke-Israel, Acolo doarme soricelul visător. Bucuresti-Berlin, 1984.